# Scottish Marches
Scottish Marches var en term som under senmedeltiden och tidigmodern tid betecknade gränstrakterna mellan Skottland och England, vilka karakteriserades av våldsamheter. Dessa upphörde dock i samband med att de båda länderna i början av 1600-talet kom i union under en krona.